# (343158) 2009 HC82
(343158) 2009 HC82 là một tiểu hành tinh trên quỹ đạo ngược, được phân loại là vật thể gần Trái Đất của nhóm Apollo. Tiểu hành tinh có kích thước 2 km ước tính tạo ra nhiều cách tiếp cận gần với Trái Đất, Sao Kim và Sao Hỏa với vận tốc tương đối rất cao. Nó có thể là một sao chổi tuyệt chủng hoặc tiểu hành tinh Damocloid.

## Miêu tả
Ban đầu 2009 HC82 được liệt vào danh sách vật thể có khả năng gây nguy hiểm. Sau đó, nó đã bị loại bỏ khỏi danh sách vào ngày 6/5/2009.

### Vận tốc
2009 HC82 có quỹ đạo ngược và do đó quay quanh Mặt trời theo hướng ngược lại với các vật thể khác. Do đó, các phương pháp tiếp cận gần với vật thể này có thể có vận tốc tương đối rất cao. Tính đến năm 2012, nó có vận tốc tương đối cao nhất so với Trái Đất của các vật thể nằm trong vòng 0,5 AU của Trái Đất.

### Tiếp cận gần
Vào ngày 11 tháng 11 năm 2024, 2009 HC82 sẽ vượt qua khoảng 0,485 AU (72.600.000 km; 45.100.000 dặm) từ Trái Đất, nhưng với vận tốc tương đối cao kỷ lục khoảng 283.000 km/h (78,66 km / s). Cả Sao chổi Halley (254.000 km / giờ) và 55P / Tempel-T Ink (252.800 km / giờ) có vận tốc tương đối thấp hơn so với Trái Đất. Tuy nhiên, lưu ý rằng khi tiểu hành tinh là một đơn vị thiên văn từ mặt trời (như thể nó sẽ rơi xuống Trái Đất), tốc độ tương đối của nó sẽ ít hơn. Vào ngày 2 tháng 2 năm 2053, năm 2009 HC82 sẽ vượt qua khoảng 0,08 AU từ Sao Kim. Vào ngày 22 tháng 10 năm 2060, nó có thể vượt qua khoảng 0,004 AU (600.000 km; 370.000 dặm) từ Sao Hỏa.

### Có khả năng là một damocloid
Việc đi qua nhiều hành tinh và quỹ đạo ngược cho thấy vật thể này có thể là một sao chổi đã tuyệt chủng hoặc damocloid tương tự như 5335 Damocles, 2008 KV42 và 20461 Dioretsa.

### Đường kính
Dựa trên sự chuyển đổi cường độ từ đường kính sang đường kính chung, năm 2009 HC82 có đường kính khoảng 1,7 đến 3,5 km, cho cường độ tuyệt đối 16,2 và một suất phản chiếu giả định trong khoảng 0,22 đến 0,05. Vì albedo thật không xác định và nó có cường độ tuyệt đối (H) là 16,1, nó có đường kính khoảng 1,6 đến 3,6 km.